# Бондаренко, Зинаида Александровна
Зинаида Александровна Бондаренко (бел. Зінаіда Аляксандраўна Бандарэнка; род. 25 апреля 1939, Минск) — советская и белорусская теле- и радиоведущая, народная артистка Белорусской ССР (1985).

## Биография
Родилась 25 апреля 1939 года в Минске, Белорусская ССР. Семья проживала в общежитии медицинского института. Во время Великой Отечественной войны семья жила в селе Уборок, Лоевский район, а затем переехала в Гомель.
Во время учёбы в школе увлекалась театральный искусством и занималась в драматическом кружке и театральной студии при Железнодорожном дворце. После окончания школы поступила в медицинский институт.
С 1959 года работала диктором Гомельской телестудии, а в 1962 году начала работу в студии Белорусского республиканского телевидения. Зинаида Александровна представляла Беларусь на фестивалях в СССР и за рубежом.
В 1996 году резко обратилась к Александру Лукашенко во время его встречи с журналистами. Вскоре после этого она была вынуждена уйти с телевидения.
25 марта 2018 года вела концерт в Минске, посвящённый 100-летию Белорусской Народной Республики.

## Награды и премии
- Медаль к столетию Белорусской Народной Республики (2018)[2]
- Народная артистка Белорусской ССР (1985)
- Заслуженная артистка Белорусской ССР